# Mary Muriu
Mary Muriu (24 de junio de 1996) es una deportista keniana que compite en taekwondo. Ganó una medalla de bronce en el Campeonato Africano de Taekwondo de 2021 en la categoría de –57 kg.

## Palmarés internacional
| Campeonato Africano | Campeonato Africano | Campeonato Africano | Campeonato Africano |
| Año                 | Lugar               | Medalla             | Categoría           |
| ------------------- | ------------------- | ------------------- | ------------------- |
| 2021                | Dakar (Senegal)     | Medalla de bronce   | –57 kg              |